# Pizza

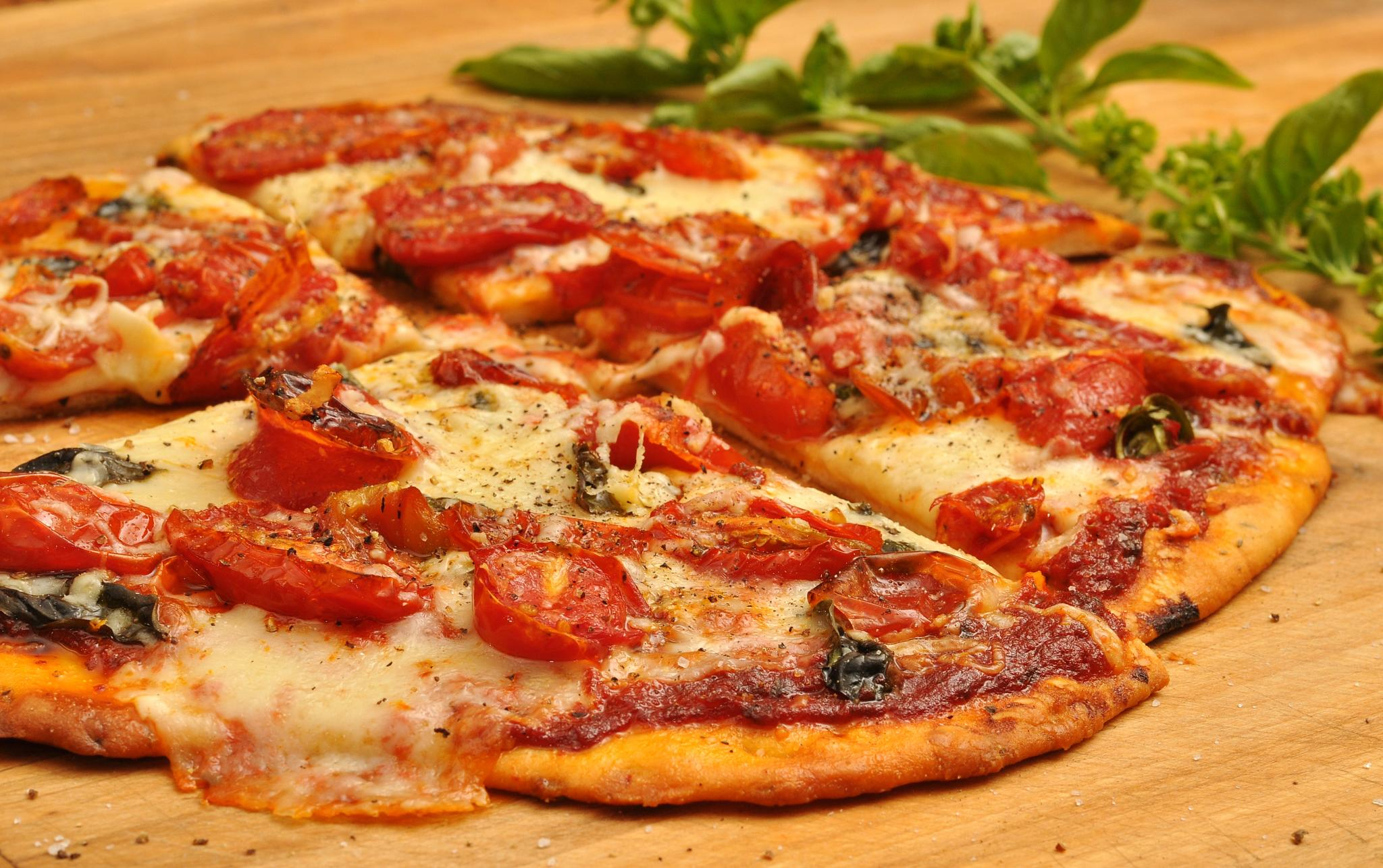
Pizza z pomidorami

Pizza [ˈpʲiʦ̑ːa] – potrawa kuchni włoskiej, obecnie szeroko rozpowszechniona na całym świecie, gdzie powstały jej nowe warianty. Jest to płaski placek z ciasta drożdżowego (focaccia), z sosem pomidorowym, posypany tartym serem (najczęściej jest to mozzarella) i ziołami, pieczony w bardzo mocno nagrzanym piecu. Pizzę podaje się na gorąco, lecz rozpowszechnione jest jedzenie jej również na zimno. Tradycyjnym miejscem spożywania pizzy są pizzerie, lokale gastronomiczne specjalizujące się w przyrządzaniu i serwowaniu pizzy.

## Historia
Płaskie, okrągłe i wypiekane placki znane są praktycznie wszystkim kulturom starożytnym, np. w dawnym Egipcie spełniały funkcję płatniczą. W starożytnym Rzymie popularne były focaccie przyprawiane ziołami i serem.
Słowo piza (w takiej właśnie formie) pojawia się po raz pierwszy w dokumencie z 997 roku. W XVII wieku mianem pizzy alla mastunicola określano wypiek przyprawiony bazylią i serem, a pizzą ai cecinelli – placek z rybą.
Po pojawieniu się we Włoszech pomidorów (przywiezionych z Ameryki) zaczęto wykorzystywać je do przyprawiania pizzy. Lokale gastronomiczne zwane ''pizzeriami'' pojawiły się po raz pierwszy w XVIII wieku w Neapolu. Ich popularność była tak duża, że wzbudziły zainteresowanie króla Ferdynanda II Burbona, który odwiedził jeden z nich i tym samym bardzo przyczynił się do wzrostu popularności pizzy. W 1889 roku jeden z kucharzy, Raffaelo Esposito, zadedykował królowej Małgorzacie Sabaudzkiej trzy rodzaje pizzy: alla mastunicola (z serem i bazylią), marinara (z pomidorami) – te dwa rodzaje były już dobrze znane – oraz nową wersję: z mozzarellą. Ta trzecia pizza najbardziej przypadła do gustu królowej. Według legendy to od jej imienia pizza ta do dzisiaj zwana jest margeritą, chociaż wariant z mozzarellą na pewno znany był i spożywany wcześniej, nie była to więc zupełna innowacja Esposito. Co najmniej 30 lat wcześniej pizzę o tej nazwie wymienia Francesco de Boucard w swoim dziele "Usi e costumi di Napoli e contorni descritti e dipinti". Bardziej prawdopodobne jest, że nazwa pochodzi od stokrotki (wł. margherita), której kwiat przypominają ułożone dookoła na cieście okrągłe kawałki mozzarelli.
Z Neapolu pizza trafiła do Stanów Zjednoczonych, gdzie wypiekano ją już pod koniec XIX wieku. W północnej części Włoch spopularyzowała się jednak dopiero po II wojnie światowej dzięki robotnikom z południa półwyspu emigrującym za pracą w północne rejony kraju.
We Włoszech wyróżnia się dwie charakterystyczne odmiany pizzy: neapolitańską i rzymską. Pizza rzymska ma grubsze ciasto – od 1 do 2 cm, aby dobrze podtrzymywało składniki, oraz mocno zarumienione i podniesione brzegi. Pizza neapolitańska jest bardzo cienka (maksymalnie 3 mm) i nie ma zaokrąglonych brzegów.

## Rodzaje pizzy

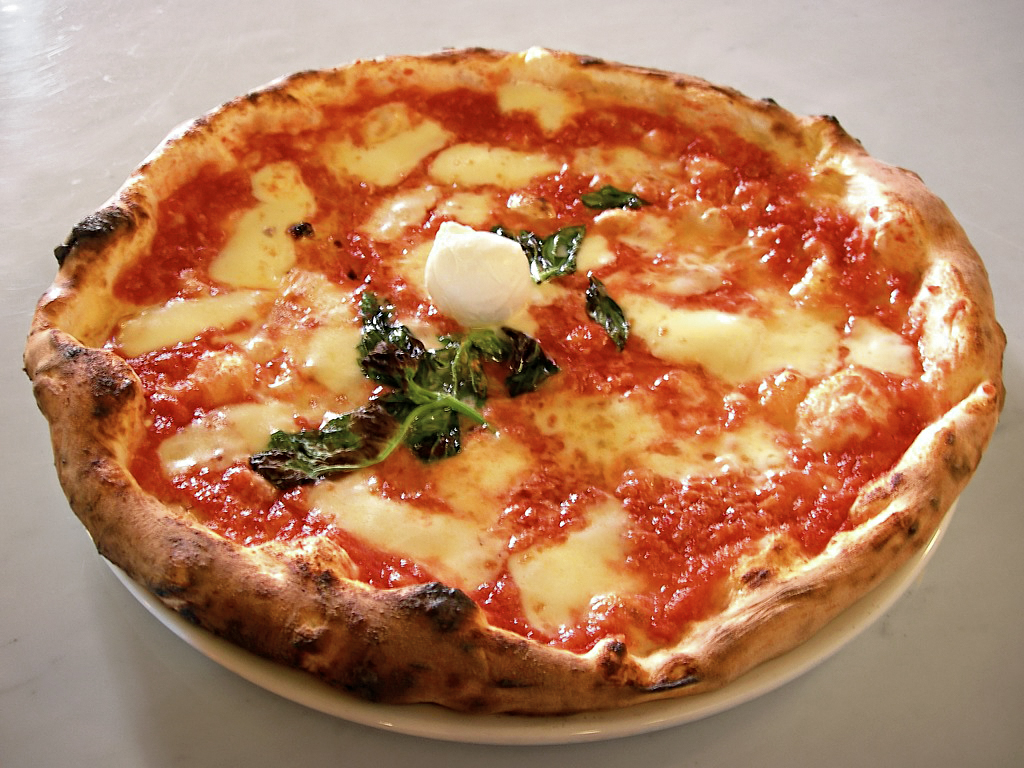
Pizza neapolitańska, wariant Margherita

Istnieje wiele odmian pizzy z licznymi dodatkami, którymi mogą być m.in. pieczarki, cebula, pomidory, oliwki, ananas, wędlina, owoce morza, a nawet słodkie owoce i sosy.
- Pizza neapolitańska (pizza napoletana) – oryginalna pizza neapolitańska jest wytwarzana z lokalnych składników takich jak pomidory San Marzano, które rosną na polach wulkanicznych na południe od Wezuwiusza, i mozzarelli z mleka bawolic (mozzarella di bufala campana). Zgodnie z zasadami wytwarzania tego gatunku pizzy, mąka musi być typu 00 (ewentualnie z domieszką mąki typu 0). Pozostałymi składnikami ciasta są: drożdże piwne, woda pitna i sól (morska lub kuchenna).  Ciasto powinno być wyrabiane ręcznie lub z użyciem wolnoobrotowego miksera. Gdy ciasto wyrośnie, powinno zostać uformowane tylko rękami, bez użycia wałka lub innych przyrządów mechanicznych. Pizza musi być przygotowywana w piecu opalanym drewnem. Może mieć grubość ok. 0,4 cm w środku i brzegi wysokości 1–2 cm. Po wypieczeniu powinna być chrupiąca, krucha i aromatyczna, o charakterystycznie przyrumienionych brzegach[3][1]. W 2009 r. pizza „neapolitańska” została zastrzeżona przez Komisję Europejską jako wyrób tradycyjny z certyfikatem TSG[4]. Natomiast zgodnie z rozporządzeniem Komisji UE 2022/2313 z dnia 25 listopada 2022 r., nazwa "Pizza Napoletana" została zastrzeżona i uzyskała status chronionego produktu, za sprawą wpisu do rejestru "gwarantowanych tradycyjnych specjalności"[5]. Pizza neapolitańska tradycyjnie występuje w trzech wariantach: 
  - pizza marinara, zawierająca pomidory, czosnek, oregano i oliwę[6];
  - pizza Margherita, zawierająca pomidory, plasterki mozzarelli, bazylię oraz oliwę[6];
  - pizza Margherita extra, która zawiera pomidory, mozzarellę z Campanii (w okrągłych plasterkach), bazylię oraz oliwę z pierwszego tłoczenia[7].
- Pizza sycylijska – zazwyczaj prostokątna, ser ukryty jest pod sosem, zawiera niewiele dodatków. We Włoszech nazywana sfincione[8].
- Pizza capricciosa ze składnikami: ser mozzarella, pieczona szynka, grzyby (m.in. pieczarki), karczochy i pomidory[9][10]; w niektórych wersjach pizzy są stosowane takie składniki, jak szynka parmeńska, oliwa, oliwki, bazylia czy jaja[10][11][12];